# اسطوره‌شناسی ژاپنی
اسطوره‌شناسی ژاپنی، مجموعه‌ای از باورهای تاثیرگرفته از آموزه‌ها و سنت‌های شینتو و بودیسم است که بر فرهنگ و آداب و رسوم فولکلوریک مبتنی می‌باشد و با کشت و زرع و شرایط اقلیمی و جغرافیایی در ژاپن نیز مرتبط است. پانتئون یا مجموعه خدایان آئین شینتو، خود به تنهایی شامل تعداد غیرقابل شمارش از کامی است. کامی یک واژهٔ ژاپنی است که ترجمهٔ آن معادل «خدایان» یا «روح» می‌باشد. این مقاله، ضمن مروری بر ریشه‌های احتمالی پدیداری اساطیر ژاپن، به برخی عناصر معمول که در اساطیر مشرق زمین مورد توجه می‌باشند، همچون منشأ خلقت و نحوهٔ پیدایش عالم وجود، مروری خواهد کرد، و ضمن اشاره به خدایان مهم در اساطیر ژاپن، از شناخته شده‌ترین داستان‌های ژاپنی نیز، صحبت می‌کند.

## شرح
ژاپن را سرزمین افسانه‌ها و روایات اساطیری و فولکلوریک دانسته‌اند و شاید این سرزمین بدین لحاظ از غنی‌ترین سرزمین‌های جهان باشد. کتاب‌ها و نمایش‌های ژاپنی، سرشار از افسانه‌های خدایان، خدای بانوان، قهرمانان است و کانون‌های خانوادگی نیز، جایگاه بازگویی این گونه افسانه هاست.
روایات و افسانه‌های ژاپنی همانند داستان‌های خوب و ماندگار، همچنان از طریق سینه به سینه و انتشار آثار مکتوب تکرار می‌شوند و به همین دلیل است که ژاپن را دیار اسطوره‌ها، روایات، افسانه‌ها و فولکلور (فرهنگ تودهٔ مردم) دانسته‌اند.
تنوع و گوناگونی روایات و داستان‌های اساطیری و فولکلور ژاپن، به عوامل مختلفی وابسته است که از آن جمله می‌توان به تنوع شرایط اقلیمی و جغرافیایی ژاپن اشاره نمود که بدون شک در تنوع افسانه‌های اساطیری این سرزمین، ایفای نقش نموده است.

## اثر شرایط اقلیمی و جغرافیایی
جزایر اصلی ژاپن، از جمله هوکایدو (به زو)، که در شمال واقع است، هونشو، که جزیرهٔ اصلی و میانی ژاپن را تشکیل می‌دهد و شامل شهرهای بزرگی همچون توکیو، کابه، یوکوهاما و هیروشیما می‌باشد و همین‌طور شیکوکو و کیوشو، در کنار مجموعه جزایر کوچکتری که به همراه چهار جزیرهٔ اصلی، نیم دایره‌ای به طول هزار مایل را تشکیل می‌دهند، هریک به لحاظ اقلیمی و جغرافیایی شرایط خاصّ خود را دارند.
گذشته از این، ژاپن سرزمین کوهستان‌هایی با قلل مرتفع و آتشفشان، آبشارها، دریاچه‌ها، چشمه‌های آب گرم، رودهای خروشان و زلال و جنگل‌های ژرف انبوه و سبز است و همواره دستخوش وقایعی همچون زلزله، طوفان، خروش و طغیان آتشفشانی، امواج ناشی از جزر و مد و… می‌باشد که هریک از آن‌ها می‌توانسته‌اند به نوبهٔ خود منشأ شکل‌گیری داستان‌ها و افسانه‌هایی باشند. علاوه بر این، درختان بومی خاص ژاپن همچون: سرو ژاپنی، گیلاس ژاپنی، شکوفه‌های هلو در بهار، و درختان افرای زرین و سرخ در خزان، همان‌طور که زیبایی همیشگی این سرزمین را تکمیل کرده‌اند، هریک در اساطیر ژاپن نیز جایگاهی به خود اختصاص داده‌اند.

## اثر آئین‌های شینتو و بودا
تنوع و گوناگونی و همین‌طور تعدد و بسیاری افسانه‌ها و داستان‌های ژاپنی از آئین شینتو نیز متأثر است. در آئین شینتو بسیاری از نمودهای طبیعت مثلاً یک آتشفشان، یک درخت هلو، یک رود یا دریاچه و… همگی می‌توانند نماد یک انسان، یک روح یا یک کامی‌باشند.
در آئین شینتو، بسیاری از درختان و حیوانات، پیک‌ها یا پیام آوران خدایان محسوب می‌شوند و به همین دلیل نباتات و حیوانات در اساطیر و فولکلور ژاپن از نقش اساسی برخوردارند. همچنین آئین بودا نیز در پاره‌ای از افسانه‌های اسطوره‌ای و فولکلوریک مشهود است. از طرفی معابد و عبادتگاه‌های بودایی و شینتو در مناطق جنگلی و کوهستانی ژاپن از زیباترین جلوه‌های هنر دست‌ساز انسان به‌شمار می‌روند. از جملهٔ این قبیل معابد، معبد منطقه‌ای نی کو، واقع در چند صد کیلومتری توکیو و همین‌طور آرامگاه شوگون‌های توکوگاوا، جزو زیباترین‌ها به‌شمار می‌روند.
این قبیل مکان‌ها نیز در شکل‌گیری پاره‌ای از اساطیر و فولکلور، تأثیر داشته‌اند. از جمله در زبان ژاپنی، واژهٔ ککو به معنای زیبا است و کمتر جهانگرد و مسافری است که در ژاپن با ضرب‌المثل: «تا نی کو را ندیده‌ای، از ککو سخن مگوی!» را نشنیده باشد و با آن آشنا نباشد.

## اثر جدایی و انزوای مکانی
ژاپن دیرزمانی از تاریخ خود را در اتکای به خود، و در حالت جدایی و انزوا از سرزمین‌های دیگر سپری کرده است. افزون بر این، رودهای کم عمق ژاپن، با جریان تند خود در کنار آبشارهای بسیار و سایر شرایط طبیعی موجود در این سرزمین، مردمان آن را به ماندگار شدن در بومزاد خویش و پرهیز از پراکندگی و سفر تشویق کرده است. این پرهیز از سفر، دلبستگی به زیبایی‌های طبیعی و اشتیاق به سرزمین، خود از دیرباز نه فقط خالق ژاپنی‌های وطندوست بوده، بلکه به شکل‌گیری افسانه‌هایی خاص و منحصربفرد نیز منجر گردیده است.
انزوای ژاپن موجب شناخت بیشتر محیط طبیعی و آفرینش افسانه‌ها و روایات بومی بوده است که هریک با منطقه‌ای خاص یا نمودهایی از آن پیوند دارد؛ مثلاً روایات و افسانه‌های مربوط به کوه فوجی بسیار متعددند و تاریخ بسیاری از آن‌ها به زلزلهٔ بزرگ‌سال ۲۸۶ قبل از میلاد بازمی‌گردد. زلزله سال ۲۸۶ قبل از میلاد موجب شکافته شدن زمین و ویرانی بسیار گردید. (این ماجرا در سال ۱۹۲۳ میلادی هم تکرار گردید و سبب نابودی بناها و مرگ مردمان بسیار در توکیو و یوکوهاما شد.
دریاچهٔ بیوا، واقع در ایالت ئومی در جنوب غربی هونشو نیز همانند کوه فوجی، خاستگاه افسانه‌های بسیاری است. نام این دریاچه یعنی بیوا، از یک ساز ژاپنی به هیئت عود یا ماندولین گرفته شده است. در ئومی تپه کوچکی به نام میگامی وجود دارد که شکل آن همانند کوه فوجی است. فوجی از دیرباز کوه مقدسی بوده است و می‌گویند در گذشته زائران ژاپنی، فاصله میگامی تا فوجی را به جای هفت روز، در صد روز طی می‌کردند. همگی این مکان‌ها منشأ و خاستگاه افسانه‌ها و اسطوره‌هایی هستند؛ مثلاً نزد عامه و در روایات افسانه‌ای ژاپن، فوجی یاما (کوه فوجی)، مادینه و کوه هاکو نر می‌باشد و در مورد هریک از آن‌ها افسانه‌هایی نقل شده است.

## خاستگاه اسطوره‌ای ژاپنی‌ها
خاستگاه و منشأ مردمان ژاپن مبهم و نامشخص است، اما غالباً آینوهای کنونی ساکن هوکائیدو را نیاکان مردمان کنونی ژاپن می‌دانند. در اسطوره‌ها و افسانه‌ها، آینوها را غالباً بربرهایی می‌نامند که توسط مهاجمانی که از بوملاد آسیا و از طریق شبه جزیره به ژاپن هجوم آوردند، به شمال رانده شدند.
در اواخر قرن گذشته، ژاپنی‌ها را یکی از قبایل گم شدهٔ بنی اسرائیل می‌دانستند. برخی از هواخواهان جدی این نظریه، زاپنی‌ها را از اعقاب بنیامین و جزو قبیلهٔ او محسوب می‌کردند. که البته از شکل و فرم صورت این تفاوت قابل تشخیص است و این نظریات اغلب توسط یهودیان افراطی طرح می‌شوند که قصد دارند قوم یهود را بزرگ نشان دهند.

## آفرینش در اساطیر ژاپن
در افسانه‌های کودکان، از قنات ماهی عظیمی یاد می‌شود که در ژرفای دریا در خواب بود. وقتی قنات ماهی آغازین بیدار شد از حرکت او جزر و مدی عظیم پدید آمد و سپس دریا طوفانی شد و بدین ترتیب جزایر ژاپن شکل گرفت. اما اسطورهٔ آفرینش ژاپن از گزارش‌های کهن تری نیز متأثر است که ایزاناگی نومیکوتو و ایزانامی نومیکوتو به نوعی آغازگر آنند.
در آغاز آسمان و زمین توده‌ای درهم و بی‌شکل به مانند تخمی بی قواره بود. بخش سبکتر، یعنی قسمت صافتر، بالا ماند و با گذشت زمان به آسمان تبدیل شد. رفته رفته و با گذشت زمانی بیشتر، بخش سنگین تر، یعنی قسمت غلیظ تر و فشرده تر، پایین رفت و زمین را تشکیل داد. در آغاز، همانند ماهی که در آب شناور است، قسمت‌هایی از زمین در فضا شناور بود. سپس جسمی مجزا مانند جوانه نی، هنگامیکه تازه از خاک سر بیرون می‌زند، همانند ابری که بر سر دریا شناور باشد، در فضای میان آسمان و زمین شناور گشت. این جسم سپس به نخستین خدا تبدیل شد، آن گاه خدایان دیگری پدید آمدند که جوانترین و خردترین آنها، ایزاناگی نومیکوتو و ایزانامی نومیکوتو نام داشتند.

## ایزاناگی و ایزانامی
نئی استوار از اقیانوس روغنی آغازین سربرآورد و به خدائی تبدیل شد. هم در آن دم دو خدا، یکی نر و دیگری ماده از این خدا هستی یافتند. از این خدایان سه‌گانه و در سرزمین بهشتی آنان بود که نسل خدایان و خدابانوان هستی یافت. پس از روزگاری دراز، سرانجام دو خدا به نام ایزاناگی و ایزانامی، هستی یافتند.